# Данченко, Сергей Владимирович
Сергей Владимирович Да́нченко (укр. Сергій Володимирович Данченко; 1937—2001) — украинский, советский театральный режиссёр, педагог. Народный артист СССР (1988). Лауреат Государственной премии СССР (1980).

## Биография
Родился 17 марта 1937 года в Запорожье (Украина), в театральной семье.
Его дед, Константин Иванович Полинский, работал директором Полтавского передвижного театра. Родители, Владимир Данченко и Вера Полинская — известные львовские актёры, народные артисты Украины. Род Данченко имеет общие корни с родом известного режиссёра В. И. Немировича-Данченко.
В 1955—1959 годах учился на геологическом факультете Львовского университета имени И. Я. Франко. Около года работал по специальности. В 1965 году окончил режиссёрское отделение Киевского института театрального искусства (ныне Киевский национальный университет театра, кино и телевидения имени И. К. Карпенко-Карого у Л. А. Олейника.
В 1965—1967 — режиссёр, в 1970—1978 годах — главный режиссёр Львовского украинского драматического театра им. М. Заньковецкой. В 1967—1970 годах — главный режиссёр Львовского ТЮЗа имени М. Горького (ныне Первый украинский театр для детей и юношества).
В 1978—2001 годах — художественный руководитель, главный режиссёр Киевского украинского драматического театра им. И. Франко.
Поставил более 60 спектаклей в Украине и за рубежом.
Гастролировал с Киевским украинским драматическим театром им. И. Франко в Австрии, Болгарии, Грузии, Германии, Польше, России, Словакии.
С 1974 года возобновил работу театральной студии театра имени М. К. Заньковецкой, где вёл курс. С 1978 года преподавал в Киевском институте театрального искусства (профессор — с 1996, заведующий кафедрой актёрского мастерства и режиссуры драмы).
С 1980 года руководил двухгодичной стажировкой режиссёров при КУАДТ имени И. Я. Франко.
В 1987—1992 годах — председатель правления Национального союза театральных деятелей Украины. Действительный член (академик) Академии искусств Украины (с 1996). Один из основателей Украинского фонда культуры.
С 1992 года — член Комитета по Государственным премиям Украины им. Т. Шевченко при Кабинете Министров Украины.
Скончался 20 августа 2001 года в Киеве. Похоронен на Байковом кладбище.

## Звания и награды
- Народный артист Украинской ССР (1977)
- Народный артист СССР (1988)
- Государственная премия СССР (1980) — за спектакли последних лет в КУГАДТ имени И. Я. Франко («Дикий ангел» А. Ф. Коломийца и «Дядя Ваня» А. П. Чехова)
- Государственная премия Украинской ССР имени Т. Г. Шевченко 1978 — за постановку спектакля «Тыл» Н. Я. Зарудного на сцене Львовского УАДТ имени М. К. Заньковецкой
- Орден князя Ярослава Мудрого V степени (1997)[3][4]
- Орден Трудового Красного Знамени
- Медаль «В память 1500-летия Киева»
- Премия «Киевская пектораль» в номинации «За весомый вклад в театральное искусство» (1991—1992)
- Номинант премии «Киевская пектораль» в номинации «Лучшая режиссёрская работа» (спектакль «Крошка Цахес» Э. Гофмана, 1995).

## Театральные постановки

### Украинский драматический театр имени Марии Заньковецкой
1. 1965 — «Первый день свободы» Л. Кручковского
2. 1965 — «Вдовец» А. П. Штейна
3. 1966 — «Человек за бортом» А. Школьника
4. 1966 — «В дороге» В. С. Розова
5. 1967, 1977 — «Маклена Граса» Н. Г. Кулиша
6. 1971 — «Моё слово» В. С. Стефаника
7. 1972 — «В степях Украины» А. Е. Корнейчука
8. 1972 — «Зимний вечер» М. П. Старицкого
9. 1974 — «Ричард III» У. Шекспира
10. 1975 — «Знаменосцы» по О. Гончару
11. 1976 — «Украденное счастье» И. Я. Франко
12. 1977 — «Тыл» Н. Я. Зарудного
13. 1977 — «Каменный господин» Л. Украинки

### Львовский ТЮЗ имени М. Горького
1. 1968 — «Город на заре» А. Н. Арбузова

### Национальный академический драматический театр им. Ивана Франко
1. 1979 — «Украденное счастье» И. Я. Франко
2. 1980 — «Дядя Ваня» А. П. Чехова
3. 1983, 1989 — «Визит старой дамы» Ф. Дюрренматта
4. 1986 — «Энеида» И. П. Котляревского
5. 1988 — «Каменный господин» Л. Украинки
6. 1989 — «Тевье-Тевель» по пьесе Г. И. Горина «Поминальная молитва» (по мотивам произведений Шолом-Алейхема) (совместно с Д. И. Чирипюком)
7. 1990 — «Санаторийна зона» М. Хвылевого
8. 1991 — «Белая ворона» Ю. Е. Рыбчинского и Г. П. Татарченко
9. 1992 — «Зимний вечер» М. П. Старицкого
10. 1993 — «Патетическая соната» Н. Г. Кулиша
11. 1994 — «Росмерсгольм» Г. Ибсена
12. 1995 — «Крошка Цахес» Э. Т. А. Гофмана
13. 1996 — «Укрощение строптивой» У. Шекспира
14. 1996 — «Мерлин» Т. Дорста и У. Эллер
15. 1998 — «Король Лир» У. Шекспира
16. 1998 — «Бал воров» Ж. Ануя
17. 1999 — «Любовь в стиле барокко» Я. М. Стельмаха
18. 2000 — «Пигмалион» Дж. Б. Шоу
19. 2000 — «За двумя зайцами» М. П. Старицкого

### Другие театры
1. 1976 — «Мария» А. Д. Салынского (театр города Враца, Болгария)
2. 1982 — «Каменный господин» Леси Украинки (Белорусский театр имени Я. Купалы, Минск)
3. 1988 — «Вишнёвый сад» А. П. Чехова (МХАТ им. М. Горького, Россия)
4. 1989 — «Визит старой дамы» Ф. Дюрренматта (Театр имени Юлиуша Словацкого Краков, Польша)
5. «Украденное счастье» И. Я. Франко (Театр Александра Духновича, Прешов, Словакия)
6. «Вишнёвый сад» А. П. Чехова (Польский театр во Вроцлаве, Польша)
7. «Укрощение строптивой» У. Шекспира (Польский театр во Вроцлаве, Польша)

## Фильмография

### Режиссёрские работы
1. 1980 — Поединок (фильм-спектакль)

### Актёрские работы
1. 1986 — Игорь Саввович — Геннадий Георгиевич Попов, генерал
2. 1987 — Залив счастья — эпизод

## Память
- 19 марта 2012 начала работу Камерная сцена Национального драматического театра им. Франко в Киеве, названная в честь Сергея Данченко.

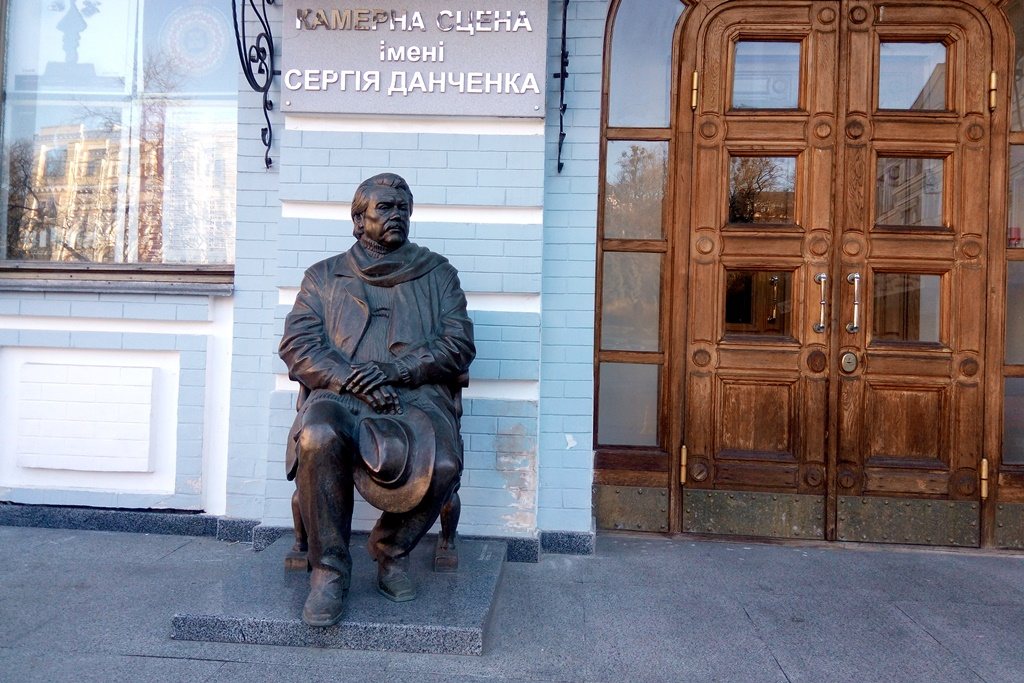
Памятник Сергею Данченко возле Национального театра им. Франко в Киеве

- Памятник Сергею Данченко возле Национального театра им. Франко в Киеве19 октября 2013 в Киеве, в парке на площади перед театром им. И. Франко открыт памятник режиссёру (авторы — скульпторы Алексей и Владимир Чепелики)[5].[6]